# Terinaea rufonigra
Terinaea rufonigra är en skalbaggsart som beskrevs av J. Linsley Gressitt 1940. Terinaea rufonigra ingår i släktet Terinaea och familjen långhorningar. Inga underarter finns listade i Catalogue of Life.